# 24923 Claralouisa
24923 Claralouisa è un asteroide della fascia principale. Scoperto nel 1997, presenta un'orbita caratterizzata da un semiasse maggiore pari a 2,3194139 UA e da un'eccentricità di 0,1121240, inclinata di 4,24782° rispetto all'eclittica.